# Црква Рођења Светог Јована Крститеља на Вождовцу
Храм Рођења Светог Јована Крститеља се налази на Централном гробљу, на Вождовцу у Београду. Први подаци који нам говоре о постојању богомоље на овом месту везани су за 1948. годину, од када функционише капелица посвећена Светом Јовану Крститељу, која је била смештена у једној соби гробљанске зграде за сахрањивање. Припада Архиепископији београдско-карловачкој.

## Историјат градње
Потреба за изградњом цркве у овом крају јавила се услед ширења града и преношења великог броја сахрана са претрпаног Новог на Централно гробље. Захваљујући заузимању Патријарха Германа, 1968. године цела гробљанска зграда је прешла у власништво Српске православне цркве, пошто је СО града Београда изградила нове капеле за сахрањивање. У периоду од три године, тадашњи старешина протојереј Гвозден Видојевић почео је адаптацију ових просторија, да би се на крају изградњом звоника добила лепа и функционална парохијска и гробљанска црква. Проширен је и трем цркве, а изграђена је и канцеларија за потребе свештенства, продавница свећа и веома пространо предворје за паљење свећа. Завршену цркву је о храмовној слави 7. јула 1971. године осветио Епископ марчански Данило у присуству Патријарха Германа.

## Ентеријер
Првобитни иконостас, који је после ове цркве био једно време и у цркви Светог Марка, замењен је новим, изузетно значајним иконостасом који је израдио архитекта, сликар и универзитетски професор Григорије Самојлов. Израдио га је у немачком заробљеништву, у логору Бадсулзи, за капелу српских заробљеника. По ослобођењу је донет у Београд и постављен у капелу Учитељске школе „Краљице Наталије“ у Београду, после чега је пренесен у цркву Светог Јована Крститеља на Централном гробљу.
Специфичност овог иконостаса огледа се у томе што одражава стање у коме се српски народ налазио током Другог светског рата. Спаситељева икона на којој су му руке свезане конопцем одражава ропство Срба као и осталих православних народа, а на јужним дверима испод одежде Светог архиђакона Стефана, се уочава оковратник српске војничке униформе. Целокупан алат којим је иконостас израђен у дуборезу направљен је од челичних отпадака и коњских потковица, а дрвена конструкција и подлога за иконе израђена је од храстових железничких прагова, нађених поред пруге. Григорије Самојлов је овим својим делом желео да покаже Немцима културно богатство народа који су поробили. Иконостас је под заштитом УНЕСКО-а. Стручну обнову и конзервацију овог иконостаса патријарх Герман је поверио искусном академском сликару, протођакону Марку Илићу 1976. године.
Црква Светог Јована Крститеља на Централном гробљу је по завршеним скорашњим радовима добила свој коначни изглед. Залагањем старешине протојереја Драгана Павловића и протојереја Миодрага Петровића, надограђена је припрата код звоника, уређене су све помоћне просторије и извршена је електрификација цркве. Недавно је завршен и живопис који је радила група уметника - Дарко Милојевић, Пера Вујовић, Милош Ровчевић на челу са Александром Живадиновићем.

## Активност
Свештенство ове цркве је активно на мисионарском плану још од 1967. године када је при храму основано Верско добротворно старатељство, које за циљ има побуђивање народа на ревносније посете богослужењима, вршење обреда, организовање предавања, поклоничких путовања. Иначе, црквене власти су увиделе потребу за оснивањем посебних органа међу члановима црквених општина још 1932. године када је Верско добротворно старатељство и основано у циљу очувања чисте вере, указивања помоћи ближњима и афирмацији свих осталих хришћанских врлина. Формиране су и разне секције - харитативна, општа, правна, секција занатлија која је нудила стручну помоћ цркви и верницима, просветна и омладинска.